# ارتش دوم زرهی (ورماخت)
ارتش دوم زرهی (به آلمانی: 2. Panzerarmee) که در ابتدا گروه زرهی ۲ (به آلمانی: Panzergruppe 2) نامیده می‌شد، یکی از ارتش‌های زرهی نیروی زمینی آلمان در دوره رایش سوم بود که در جنگ جهانی دوم به عملیات پرداخت.

## تاریخچه عملیاتی

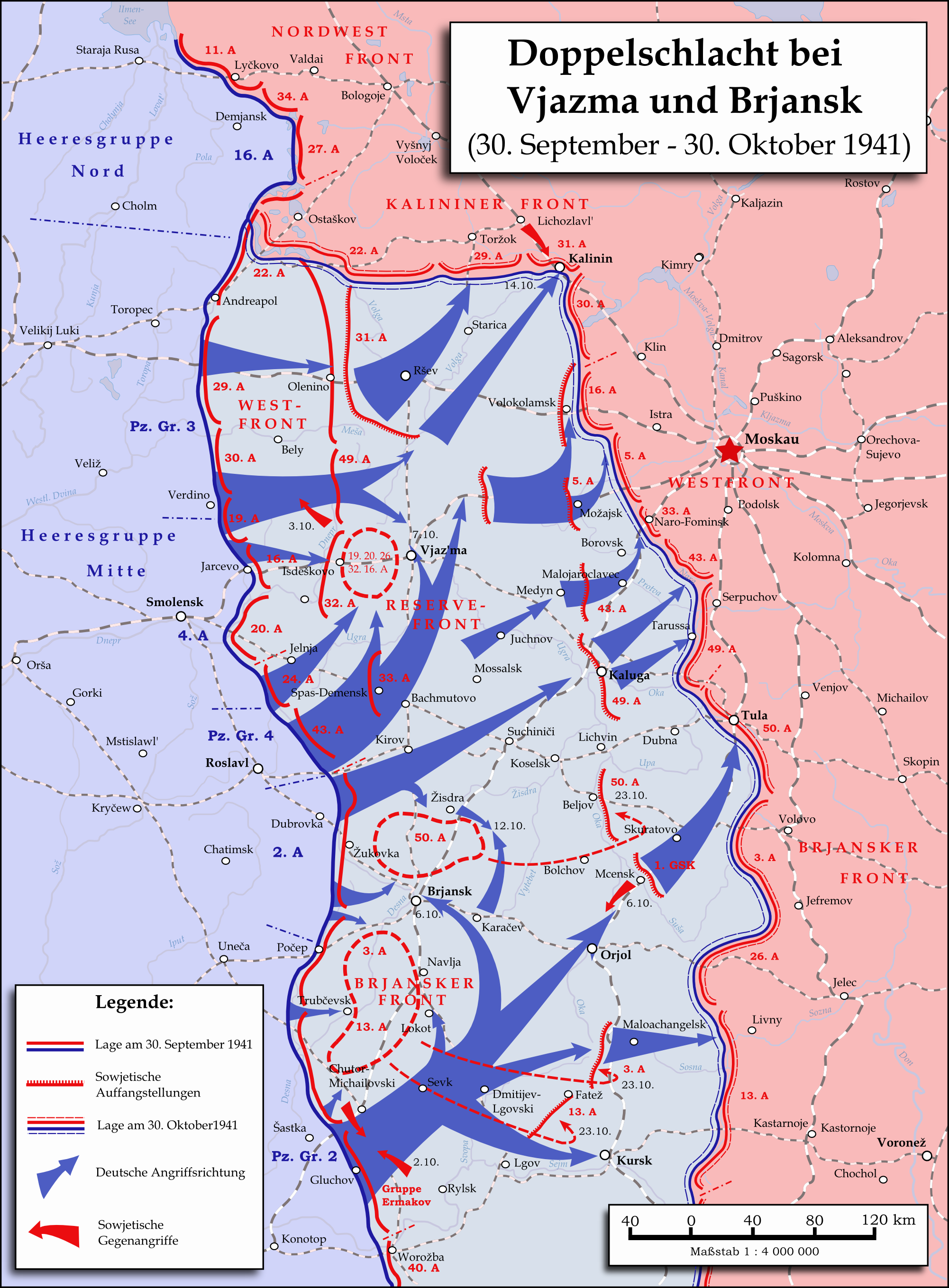
مناطق تحت اشغال ارتش دوم زرهی

### شوروی
گروه زرهی ۲ به فرماندهی ارتشبد هاینتس گودریان به عنوان بخشی از گروه ارتش مرکز در عملیات بارباروسا، تهاجم آلمان به شوروی که از روز ۲۲ ژوئن سال ۱۹۴۱ آغاز شد، حضور داشت. این یگان بزرگ‌ترین گروه زرهی به کار گرفته شده توسط ورماخت در کارزار علیه شوروی بود. گروه زرهی ۲ در ابتدای عملیات از حدود ۲۴۰ هزار نفر نیرو در ۱۵٫۵ لشکر در قالب ۳ سپاه موتوریزه و یک سپاه پیاده‌نظام، مشتکل می‌شد.

یادداشت‌های جنگی گروه زرهی ۲ روز ۲۶ ژوئیه سال ۱۹۴۱ شرایط را چنین شرح می‌کند:
در درگیری‌های اطراف یلنیا شرایط به شکل ویژه‌ای حساس است. سپاه [۴۶ موتوریزه] در تمامی طول روز زیر حمله نیروهای بسیار قدرتمندتر با تانک و توپخانه است. … آتش سنگین مداوم توپخانه تلفات سنگینی به نیروها وارد می‌نماید. علاوه بر این، بمب‌افکن‌های دشمن [نیز] تأثیرگذار هستند. در اثر آتش توپخانه تخلیه بسیاری از مجروحان تا این زمان ممکن نبوده‌است. … این سپاه مطلقاً هیچ ذخیره‌ای در اختیار ندارد. مهمات توپخانه به اندازه‌ای ته کشیده‌است که هیچ گلوله‌ای برای گلوله‌باران توپخانه دشمن وجود ندارد. … این سپاه احتمالاً می‌تواند موضع خود را حفظ کند اما تنها به قیمت خونریزی فراوان.
سپاه ۸ هوایی لوفت‌وافه برای پشتیبانی از گروه ارتش شمال، از گروه ارتش مرکز جدا شد. بدین شکل تنها سپاه ۲ هوایی در ناحیه گروه ارتش مرکز باقی ماند و این یگان نیز با وجود قرار داشتن در شرایط مداوم عملیاتی به خوبی نمی‌توانست ناحیه وسیع حضور گروه ارتش مرکز را پوشش دهد. از این رو پشتیبانی هوایی تنها بر عملیات‌های گروه زرهی ۲ در جناح جنوبی گروه ارتش متمرکز گشت.
این گروه زرهی تا میانه ماه سپتامبر سال ۱۹۴۱ در این عملیات متحمل ۳۲ هزار نفر تلفات شده و از مجموع ۹۰۴ تانک آغازین، برای پنج لشکر زرهی آن تا ۲۷ سپتامبر مجموعاً تنها ۲۵۶ تانک عملیاتی باقی مانده بود.
نیروهای گودریان در قالب عملیات تایفون تهاجم خود به مسکو را از روز ۳۰ سپتامبر آغاز نمودند. با وجود موفقیت‌های اولیه به زودی مشخص شد که شرایط با روزهای اولیه عملیات بارباروسا کاملاً متفاوت است. در اثر فرسایش و فقدان ادوات جایگزینی اثرگذاری عملیاتی لشکرهای زرهی این گروه زرهی کاهش یافته و در هنگام شروع عملیات تایفون تنها نیمی از تانک‌های گودریان نسبت به توان اسمی یگان تحت امر او در حالت عملیاتی باقی مانده بودند. از طرفی مشکلات تدارکاتی و آغاز بارش برف و باران از هفته نخست ماه اکتبر که با گل‌آلود کردن راه‌ها آن‌ها تنها برای خودروهای دارای شنی قابل تردد می‌ساخت، سختی کار گروه زرهی را افزایش می‌داد. علاوه بر پنج سپاه پیشین، روز ۱۹ اکتبر دو سپاه ۴۳ و ۵۳ با مجموعاً حدود شش لشکر پیاده‌نظام، نیز تحت فرمان ارتش دوم زرهی قرار گرفتند.

## فرماندهان
- هاینتس گودریان
- رودولف اشمیت
- هاینریش کلوسنر
- والتر مدل
- لوتار رندولیک
- فرانتس بومه
- ماکسیمیلیان د آنگلیس